# Royaume de Tamna
Royaume de Tamna
(ko) 탐라국 
(zh) 耽羅國 
Le royaume de Tamna ou Tamna Guk a gouverné l'île de Jeju dans l'ancien temps avant d'être intégré au territoire gouverné par la dynastie Joseon, en 1404, après une longue période d'état tributaire ou de région administrative autonome de divers royaumes coréens. Le clan Go (de Jeju) est le nom de famille du grand-duc (Seongju, 성주, 星主), qui a régné sur l'ouest de Tamna pendant 400 ans. Le clan Mun (Nampyeong) est le nom de famille du Grand Prince (Wangja, 왕자, 王子), qui a régné sur l'est de Tamna pendant 400 ans. Le royaume de Tamna est aussi parfois connu sous le nom de Tangna (탕나), Seomna (섬나) et Tammora. Tous ces noms signifient « pays insulaire ».

## Légendes de la fondation
Il n'y a pas de trace historique découverte de la fondation ou des débuts de Tamna. Une légende raconte que les trois fondateurs divins du pays - Go (고), Yang (양) et Bu (부) - ont émergé de trois trous dans le sol au XXIVe siècle av. J.-C. Ces trous, connus sous le nom de Samseonghyeol (삼성혈), sont toujours conservés dans la ville de Jeju.
Selon la légende, après l'arrivée de Yang Eulna (양을나/楊乙那) sur l'île de Jeju, une boîte semi-mythique s'est échouée sur le rivage de l'île. Yang Eulna a fouillé dans la boîte et a trouvé trois femmes, des chevaux, des vaches et des semences agricoles telles que du riz, du maïs, des céréales, du millet, de l'orge et du bambou. À partir de ces débuts, les trois hommes établirent le royaume de Tamna. Il est considéré comme l'ancêtre légendaire de Yang Tang, le fondateur du bon-gwan (clan) Yang de Jeju.

## Documents historiques et archéologiques
Des preuves archéologiques indiquent que les habitants de Tamna se livraient à un commerce actif avec la Chine de la dynastie Han et le Japon de la période Yayoi, des nations d'Asie du Sud-Est, avec la dynastie tamoule des Chola, ainsi qu'avec la Corée, au Ier siècle apr. J.-C. La première référence historique au royaume peut venir au IIIe siècle apr. J.-C., dans la chronique de la période des Trois Royaumes chinois appelée Sanguozhi. Le Sanguozhi rapporte un peuple étrange vivant sur une grande île près de la Corée, qu'il appelle Juho (州胡, Late Han Chinese tɕu-ga, littéralement « barbares de l'île »). Ces personnes, qui avaient une langue et une culture distinctes, se livraient au commerce avec le peuple Mahan du continent. Cependant, l'identité de Juho avec Tamna a été contestée par des autorités telles que le savant nord-coréen Lee Ch'i-rin (이지린), qui prétend que Juho était une petite île de la mer Jaune. Tamna se prononce Dānluó. (Wade-Giles : Tan1-luo2) en chinois mandarin standard.
En 476, selon le Samguk Sagi , Tamna est entrée dans une relation tributaire avec Baekje , qui contrôlait la péninsule sud-ouest de la Corée alors que Tamna apportait une aide militaire à l'aide d'argent et entretenait des liens étroits avec le Japon. C'était donc un partenaire naturel pour Tamna. Alors que Baekje déclinait, Tamna s'est tournée vers Silla à la place. À un moment donné vers la fin de la période des Trois Royaumes, Tamna s'est officiellement soumise à Silla. Silla conféra alors aux trois princes de Tamna les titres qu'ils détiendraient pour le reste de l'histoire du royaume : Seongju (성주, 星主), Wangja (왕자, 王子) et Donae (도내, 都內). Certaines sources indiquent que cela a eu lieu sous le règne du roi Munmu de Silla à la fin du VIIe siècle apr. J.-C.
Tamna a brièvement récupéré son indépendance après la chute de Silla en 935. Cependant, il a été subjugué par la dynastie Goryeo en 938 et officiellement annexé en 1105. Cependant, le royaume a maintenu son autonomie locale jusqu'en 1404, lorsque Taejong de Joseon l'a placé sous un ferme contrôle et a mis fin au royaume de Tamna. Un événement intéressant qui a eu lieu au cours de ces dernières années de Tamna a été la rébellion de Sambyeolcho, qui s'est terminée dans le sang sur l'île de Jeju en 1274.
Alexander Vovin (2013) note que l'ancien nom de l'île de Jeju est tammura, qui peut être analysé en japonais comme tani mura たにむら (谷村 'colonie de la vallée') ou tami mura たみむら (民村 ' colonie populaire '). Ainsi, Vovin conclut que des locuteurs japonais étaient présents sur l'île de Jeju avant d'être remplacés par des locuteurs coréens quelque temps avant le XVᵉ siècle.

## Souverains et gouverneurs de Tamna
Le clan Go est le nom de famille des rois qui ont gouverné Tamna, et le premier roi était l'un des trois qui ont émergé du sol. Ses descendants devinrent les futurs rois et gouverneurs de Tamna.
| #  | Nom          | Nom                 | Période de reigne |
| #  | Romanisation | Hangul/Hanja        | Période de reigne |
| -- | ------------ | ------------------- | ----------------- |
| 1  | Go Eulla     | 고을라왕 (高乙那王) | 2337 BCE–2206 BCE |
| 2  | Geon         | 건왕 (建王)         | 2206 BCE–1767 BCE |
| 3  | Samgye       | 삼계왕 (三繼王)     | 1767 BCE–1123 BCE |
| 4  | Ilmang       | 일망왕 (日望王)     | 1123 BCE–935 BCE  |
| 5  | Doje         | 도제왕 (島濟王)     | 935 BCE–771 BCE   |
| 6  | Eon-gyeong   | 언경왕 (彦卿王)     | 771 BCE–619 BCE   |
| 7  | Bomyeong     | 보명왕 (寶明王)     | 610 BCE–520 BCE   |
| 8  | Haengcheon   | 행천왕 (幸天王)     | 520 BCE–426 BCE   |
| 9  | Hwan         | 환왕 (歡王)         | 426 BCE–315 BCE   |
| 10 | Sik          | 식왕 (湜王)         | 315 BCE–247 BCE   |
| 11 | Uk           | 욱왕 (煜王)         | 247 BCE–207 BCE   |
| 12 | Hwang        | 황왕 (惶王)         | 207 BCE–157 BCE   |
| 13 | Wi           | 위왕 (偉王)         | 157 BCE–105 BCE   |
| 14 | Yeong        | 영왕 (榮王)         | 105 BCE–58 BCE    |
| 15 | Hu           | 후왕 (厚王)         | 58 BCE–7 BCE      |
| 16 | Dumyeong     | 두명왕 (斗明王)     | 7 BCE–43          |
| 17 | Seonju       | 선주왕 (善主王)     | 43–93             |
| 18 | Jinam        | 지남왕 (知南王)     | 93–144            |
| 19 | Seongbang    | 성방왕 (聖邦王)     | 144–195           |
| 20 | Munseong     | 문성왕 (文星王)     | 195–243           |
| 21 | Ik           | 익왕 (翼王)         | 243–293           |
| 22 | Jihyo        | 지효왕 (之孝王)     | 293–343           |
| 23 | Suk          | 숙왕 (淑王)         | 343–393           |
| 24 | Hyeonbang    | 현방왕 (賢方王)     | 393–423           |
| 25 | Gi           | 기왕 (璣王)         | 423–453           |
| 26 | Dam          | 담왕 (聃王)         | 453–483           |
| 27 | Jiun         | 지운왕 (指雲王)     | 483–508           |
| 28 | Seo          | 서왕 (瑞王)         | 508–533           |
| 29 | Damyeong     | 다명왕 (多鳴王)     | 533–558           |
| 30 | Dam          | 담왕 (談王)         | 558–583           |
| 31 | Cheseam      | 체삼왕 (體參王)     | 583–608           |
| 32 | Seongjin     | 성진왕 (聲振王)     | 608–633           |
| 33 | Hong         | 홍왕 (鴻王)         | 633–658           |
| 34 | Cheoryang    | 처량왕 (處良王)     | 658–683           |
| 35 | Won          | 원왕 (遠王)         | 683–708           |
| 36 | Pyoryun      | 표륜왕 (表倫王)     | 708–733           |
| 37 | Hyeong       | 형왕 (逈王)         | 733–758           |
| 38 | Chido        | 치도왕 (致道王)     | 758–783           |
| 39 | Uk           | 욱왕 (勖王)         | 783–808           |
| 40 | Cheonwon     | 천원왕 (天元王)     | 808–833           |
| 41 | Hogong       | 호공왕 (好恭王)     | 833–858           |
| 42 | So           | 소왕 (昭王)         | 858–883           |
| 43 | Gyeongjik    | 경직왕 (敬直王)     | 883–908           |
| 44 | Min          | 민왕 (岷王)         | 908–933           |
| 45 | Jagyeon      | 자견왕 (自堅王)     | 933–938           |

| Gouverneurs de Tamna | Hangul | Hanja  |
| -------------------- | ------ | ------ |
| Go Jagyeon           | 고자견 | 高自堅 |
| Go Mallo             | 고말로 | 高末老 |
| Go Yu                | 고유   | 高維   |
| Go Jogi              | 고조기 | 髙兆基 |
| Go Jeongik           | 고정익 | 髙挺益 |
| Go Jeok              | 고적   | 髙適   |
| Go Yeorim            | 고여림 | 髙汝霖 |
| Go Jeongan           | 고정간 | 髙貞幹 |
| Go Sun               | 고순   | 髙巡   |
| Go Boksu             | 고복수 | 髙福壽 |
| Go Indan             | 고인단 | 髙仁旦 |
| Go Sujwa             | 고수좌 | 髙秀佐 |
| Go Seok              | 고석   | 髙碩   |
| Go Sunryang          | 고순량 | 髙順良 |
| Go Sunwon            | 고순원 | 髙順元 |
| Go Myeongeol         | 고명걸 | 髙明傑 |
| Go Singeol           | 고신걸 | 髙臣傑 |
| Go Bong-ye           | 고봉예 | 高鳳禮 |

## Souverains et gouverneurs de Tamna Ouest
Le clan Go (Jeju) est le nom de famille du grand-duc (Seongju, 성주, 星主), qui régnait sur l'ouest de Tamna.
| #                                                               | Nom                                | Nom                                                        | Période de reigne |
| #                                                               | Nom de famille/prénom              | Position(Hangul/Hanja)                                     | Période de reigne |
| --------------------------------------------------------------- | ---------------------------------- | ---------------------------------------------------------- | ----------------- |
| 1                                                               | Go/Malro(고말로)                   | Grand Duc(성주/星主)                                       | 938-1024          |
| 2                                                               | Go/Jumul(고주물)                   | Grand Duc(성주/星主)                                       | 1024-1029         |
| 3                                                               | Go/Ohno(고오노)                    | Grand Duc(성주/星主)                                       | 1029-1063         |
| 4                                                               | Go/Eil(고일)                       | Grand Duc(성주/星主)                                       | 1063-1090         |
| 5                                                               | Go/Bokryeong(고복령)               | Grand Duc(성주/星主)                                       | 1090-1101         |
| 6                                                               | Go/Indan(고인단)                   | Grand Duc(성주/星主)                                       | ?-?               |
| 7                                                               | Go/Boksu(고복수)                   | Grand Duc(성주/星主)                                       | ?-?               |
| 8                                                               | Go/Silgae(고실개)                  | Grand Duc(성주/星主)                                       | ?-?               |
| L'ouest de Tamna gouverné par le clan Go (Jeju) pendant 400 ans |                                    |                                                            |                   |
| ?                                                               | Go/Bongre(고봉례)                  | Grand Duc(성주/星主) Duc de Jeju ouest (좌도지관/左都知管) | ?-1411            |
| ?                                                               | Go/Sangon(고상온)                  | Duc de Jeju ouest (좌도지관/左都知管)                      | 1411-1412         |
| ?                                                               | Go/Chungun(고충언)                 | Duc de Jeju ouest (좌도지관/左都知管)                      | 1412-1415         |
| ?                                                               | Fonctionnaire du royaume de Joseon | Duc de Jeju ouest (좌도지관/左都知管)                      | 1415-1445         |

*Basé sur Tamnaji (탐라지, 耽羅志), Goryeosa(고려사, 高麗史) et The True Records of Joseon Dynasty (조선왕조실록, 朝鮮王朝實錄)

## Souverains et gouverneurs de Tamna Est
Le clan Mun (Nampyeong) est le nom de famille du Grand Prince (Wangja, 왕자, 王子), qui régnait sur Tamna Est.
| #                                                                  | Nom                               | Nom                                                              | Période de reigne |
| #                                                                  | Nom de famille/prénom             | Position(Hangul/Hanja)                                           | Période de reigne |
| ------------------------------------------------------------------ | --------------------------------- | ---------------------------------------------------------------- | ----------------- |
| 1                                                                  | ?/Dura(?두라)                     | Grand Prince(왕자, 王子)                                         | ?-1043            |
| 2                                                                  | ?/Houing(?호인)                   | Grand Prince(왕자, 王子)                                         | 1043-1053         |
| 3                                                                  | ?/Suwunna(?수운나)                | Grand Prince(왕자, 王子)                                         | 1053-1063         |
| 4                                                                  | Moon/Chak (문착)                  | Grand Prince(왕자, 王子)                                         | ?-?               |
| 5                                                                  | Moon/Yang-Vu (문양부)             | Grand Prince(왕자, 王子)                                         | ?-?               |
| 6                                                                  | Moon/Young-hee (문영희)           | Grand Prince(왕자, 王子)                                         | ?-?               |
| 7                                                                  | Moon/Shin (문신)                  | Grand Prince(왕자, 王子)                                         | ?-?               |
| 8                                                                  | Moon/Chang-woo (문창우)           | Grand Prince(왕자, 王子)                                         | ?-?               |
| 9                                                                  | Moon/Chang-yu (문창유)            | Grand Prince(왕자, 王子), Grand Duc (성주, 星主,출처:연려실기술) | ?-?               |
| 10                                                                 | Moon/Gong-jae (문공제)            | Grand Prince(왕자, 王子)                                         | ?-?               |
| 11                                                                 | Moon/Seung-seou (문승서)          | Grand Prince(왕자, 王子)                                         | ?-?               |
| 12                                                                 | Moon/Shin-vou (문신보)            | Grand Prince(왕자, 王子)                                         | ?-?               |
| 13                                                                 | Moon/Chung-vou (문충보)           | Grand Prince(왕자, 王子)                                         | ?-?               |
| 14                                                                 | Moon/Chung-gul (문충걸)           | Grand Prince(왕자, 王子)                                         | ?-?               |
| Last Grand Prince                                                  | Moon/Chung-sae (문충세)           | Grand Prince(왕자, 王子) Duc de Jeju Est (우도지관/右都知管)     | ?-1404 1404-1415  |
| Tamna Est est gouverné par le clan Mun (Nampyeong) pendant 400 ans |                                   |                                                                  |                   |
| ?                                                                  | Public official of Joseon Kingdom | Duke of Right Jeju (우도지관/右都知管)                           | 1415-1445         |

*Basé sur Tamnaji (탐라지, 耽羅志), Goryeosa(고려사, 高麗史) et The True Records of Joseon Dynasty (조선왕조실록, 朝鮮王朝實錄)